# Lamprotes caureum
Lamprotes caureum là một loài bướm đêm trong họ Noctuidae.